# هازوکی ناگایی
هازوکی ناگایی (انگلیسی: Hazuki Nagai؛ زادهٔ ۱۵ اوت ۱۹۹۴) بازیکن هاکی روی چمن زن اهل ژاپن است.